# Chiaha
Chiaha (Lameco, Olameco, Tolameco, Solameco), pleme Muskhogean Indijanaca, srodno Hitchitima, sa srednjeg toka rijeke Chattahoochee u Georgiji. U ranija vremena, to jest sredinom 16. stoljeća Chiahe su se sastojali od dvije grupe, od kojih je jedna živjela na otoku Burns na rijeci Tennessee u Tennesseeju, a druga u istočnoj Georgiji, blizu obale, i dijelom u Južnoj Georgiji. Dio Chiaha u kasnijim vremenima odvojit će se i nastaniti u sjevernoj Floridi, gdje će postat poznati kao Mikasuki. 
Hawkins (1848) daje imena triju njihovih sela: Aumucculle, na istoimenoj pritoci Flint Rivera. Chiahudshi ili Chiahutci ili Little Chiaha, milju i pol od grada Hitchitija blizu Auhegee Creeka. Hotalgihuyana, koji je bio naseljen zajedno s Osochima a nalazi se na desnoj obali Flint River i 6 milja od Kinchafooneeja.
Populacija Chiaha 1700. iznosila je oko 700, a u vrijeme odlaska u Oklahomu 1838. oko 600. Njihovi potomci danas žive među Creek Indijancima u Oklahomi. Današnje pleme Mikasuki, za koje se računa da su potekli od njih žive na rezervatima na jugu Floride. 

## Vanjske poveznice
- Chiaha  Arhivirana inačica izvorne stranice od 3. travnja 2008. (Wayback Machine)
- The Chiaha Indians